# RAF Brize Norton
Pour les articles homonymes, voir Brize (homonymie).
La Royal Air Force Brize Norton (RAF Brize Norton) dans le Oxfordshire, à environ 121 km au nord-ouest de Londres, est la plus grande base de la Royal Air Force. Elle est proche des villages de Brize Norton, Carterton et Witney.
La base abrite des unités de transport aérien, de ravitaillement en vol et de parachutistes. Des avions comme le Lockheed C-130 Hercules, le Boeing C-17 Globemaster III, l’Airbus A400M Atlas et l’Airbus Voyager ont remplacé le Vickers VC10 mis hors service en septembre 2013 et le Lockheed TriStar en mars 2014.
Un important réaménagement des infrastructures a débuté en 2010 avant la fermeture de la RAF Lyneham en 2012. Brize Norton est alors devenu le seul point d'embarquement des troupes britanniques.
Fin juin 2011, toutes les unités navigantes de la RAF Lyneham étaient parties sur la RAF Brize Norton.

## Historique

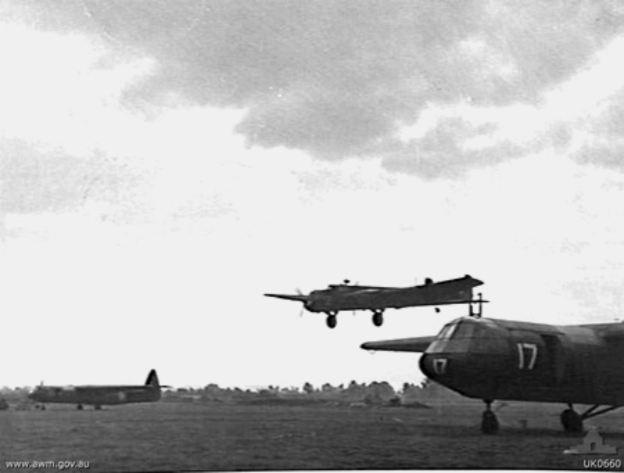
Un remorqueur de planeur Armstrong Whitworth Whitley arrivant entre les planeurs Airspeed Horsa sur la RAF Brize Norton, octobre 1943.

### Royal Air Force
La construction de la RAF Brize Norton a commencé en 1935 et l’ouverture officielle a eu lieu le 13 août 1937. La base devait à l'origine s'appeler RAF Carterton, en raison de sa proximité et de sa relation avec la ville du même nom, mais elle a été nommée RAF Brize Norton afin d'éviter toute confusion avec la RAF Cardington dans le Bedfordshire. La première unité de la station, la No. 2 Flying Training School (2 FTS), a été transférée depuis la RAF Digby (en) dans le Lincolnshire le 7 septembre 1937. Le 10 octobre 1938, la No. 6 Maintenance Unit a rejoint la 2 FTS.
L'un des premiers escadrons opérationnels à utiliser l'aérodrome est le No. 110 Squadron, principalement basé sur la RAF Wattisham, mais un détachement utilise Brize Norton à partir de juin 1939 avec des Bristol Blenheim Mks I et IV. La 2 FTS a été renommée No. 2 Service Flying Training School (2 SFTS) en septembre 1939, lorsqu'elle a été rééquipée de Airspeed Oxford. La No. 16 Service Training School, équipée de North American Harvards, s’est installée à Brize Norton en juin 1940. Le 16 août, l’aérodrome est attaqué par des bombardiers allemands, détruisant 35 Oxfords et 11 Hawker Hurricanes. La 16 SFTS est partie plus tard cette année-là, mais la 2 SFTS et la 6 MU ont continué à utiliser l'aérodrome; avec le No. 1525 Beam Approach Training Flight arrivé en février 1942.
Le détachement du No. 110 Squadron a quitté Brize Norton le 17 mars 1942 pour l'Extrême-Orient. Les deux unités d'entraînement en vol partirent le 16 juillet 1942 pour faire place à un nouvel utilisateur, l'Heavy Glider Conversion Unit  (HGCU), équipé de remorqueurs de planeur Whitley et de planeurs Horsa. Les No. 296 Squadron et No. 297 Squadron ont tous deux emménagé le 14 mars 1944 avec leur Armstrong Whitworth Albemarles, après le départ de l’Heavy Glider Conversion Unit vers RAF North Luffenham (en). Les deux escadrons ont pris part au Débarquement de Normandie le 6 juin 1944 et à l'opération Market Garden en septembre 1944. Le No. 296 Squadron fut équipé de Handley Page Halifax V a été transféré sur la RAF Earls Colne le 29 septembre 1944. Le No. 297 Squadron a également été transféré à Earls Colne un jour plus tard.
L'HGCU (qui devint bientôt le 21 HGCU) revient le 15 octobre 1944 et reste à Brize Norton jusqu'au 31 décembre 1945. La Transport Command Development Unit (TCDU) arrive en 1946 et utilise divers équipements jusqu'à son départ en juin 1949. Le  No. 297 Squadron  est rentré après la fin de la Seconde Guerre mondiale avec des Mks Halifax A.7 et A.9, avant de partir le 21 août 1947 pour la RAF Fairford. Après le départ de la TCDU en juin 1949, le 2 Squadron of the Central Flying School, équipé de Harvards, s’installa, suivi de la No. 204 Advanced Flying School, équipée de De Havilland Mosquitos, ils restèrent à Brize Norton jusqu’en mars et juin 1950 respectivement.

### United States Air Force
En 1950, des éléments du Strategic Air Command (SAC) étaient basés sur la RAF Lakenheath, la RAF Marham et la RAF Sculthorpe (en). La tension croissante de la guerre froide a conduit à une réévaluation de ces déploiements. En 1953, les bombardiers du SAC ont commencé à se déplacer plus à l’ouest, derrière les forces de chasse de la RAF, à Brize Norton, RAF Greenham Common, RAF Upper Heyford et RAF Fairford. Comme pour les autres bases qu’il occupait, le SAC a beaucoup investi dans l’extension de la piste (elle passa de 1 829 m à 2 743 m), des voies de circulation et des voies de dispersion, ainsi que dans la construction de logements et d’installations de traitement des armes. Ce travail a été achevé en avril 1951.
La base fut transférée de l'USAFE au SAC à compter du 8 décembre 1952. La 30th Air Depot Wing devint la  3rd Air Force unit, responsable du contrôle de tout le personnel de Brize Norton, après avoir reçu des instructions pour contrôler les fonctions principales de la base. La base a été affectée à la 7th Air Division et exploitée par le 3920th Air Base Group, renommé 3920th Combat Support Group, puis la 3920th Strategic Wing en 1964. Le 3920th a cessé ses opérations en 1965.
Le premier déploiement important de l'US Air Force fut celui de 21 bombardiers stratégiques Convair B-36 Peacemaker de la 11th Bomb Wing pendant huit jours en juin 1952. Le Boeing B-29 Superfortress et la variante ravitailleur KB-29 de la 301st Bombardment Wing étaient basés à Brize Norton en service temporaire de décembre 1952 à avril 1953.
À partir de septembre 1953, des unités équipées de bombardiers à six réacteurs Boeing B-47E Stratojet ont commencé à être déployées à Brize Norton au cours de déploiements temporaires d'une durée de 90 jours. Des Boeing KC-97G Stratofreighters équipés de bômes ont également été déployés en appui à partir de décembre 1954. Brize Norton a été fermé pour la réfection de la piste en 1956. Les B-47 Stratojets sont revenus en juillet 1957. Parmi les déploiements ultérieurs, citons les KC-97 et Boeing KC-135 Stratotanker et les premiers bombardiers Convair B-58 Hustler et Boeing B-52 Stratofortress au Royaume-Uni.
À partir de 1958, les déploiements de B-47 passèrent de déploiements temporaires de 90 jours à des alertes réflexes de 30 jours, dans lesquels l'avion volait peu, mais se tenait prêt (armé de bombes nucléaires) sur des emplacements spéciaux côté sud de la base aérienne. En septembre 1964, l'US Air Force a annoncé que les opérations d'alerete réflexes cesseraient et que Brize Norton serait rendu à la RAF. Alors que la base était officiellement restituée à la RAF le 1er avril 1965, le dernier avion du SAC, un B-47E de la 380th Bombardment Wing a quitté la base le 3 avril, tandis que le personnel de l'US Air Force est finalement parti le 31 mai.

### Retour au contrôle de la Royal Air Force

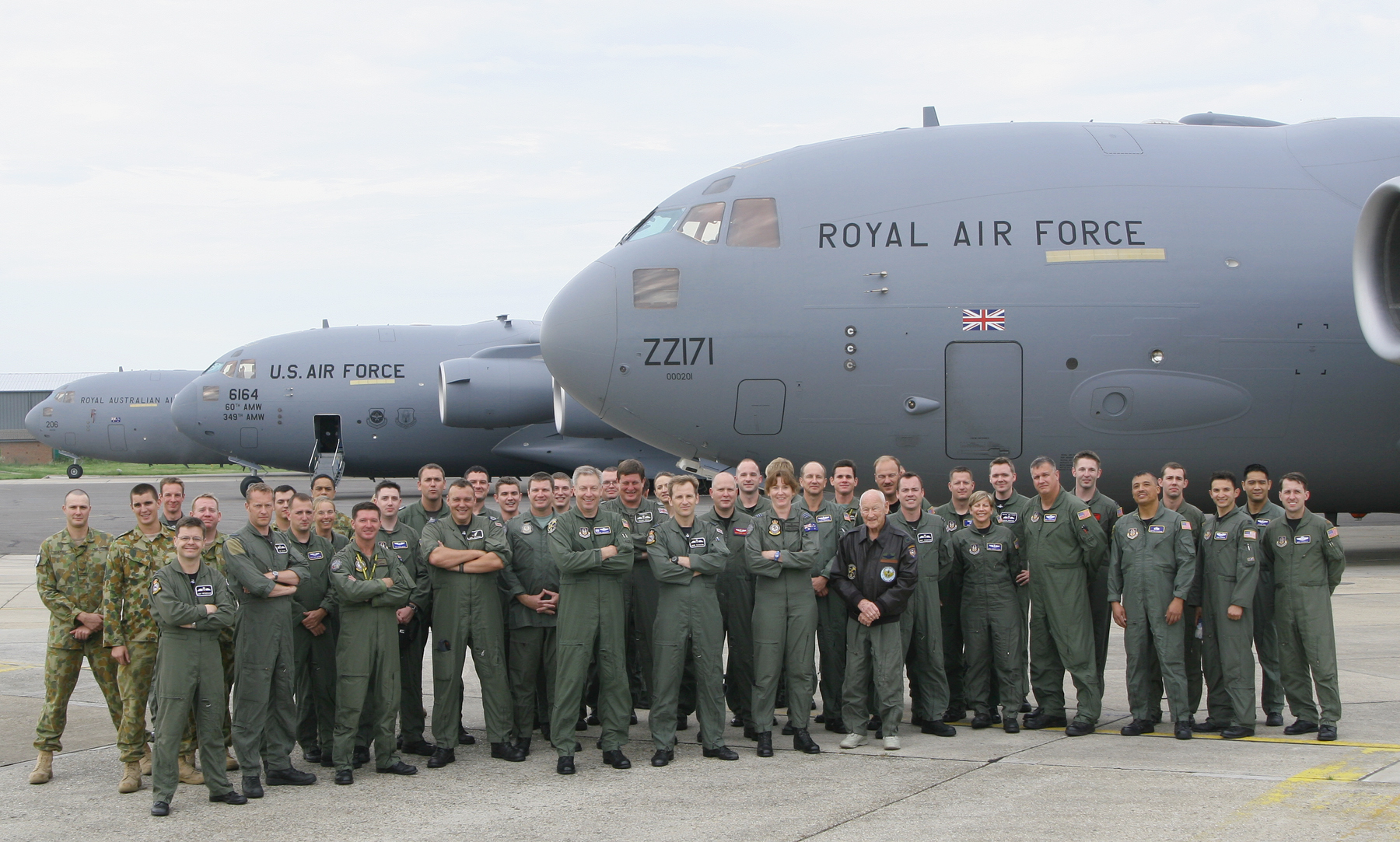
C-17 et équipages de la RAF, de la RAAF et de la USAF à Brize Norton, en juin 2007.

En 1965, la RAF est revenue à Brize Norton avec le 10 Squadron équipés du  Vickers VC10 C.1, et le 53 Squadron équipé du Short Belfast C1, qui a quitté la RAF Fairford en mai 1967. Les installations de Brize Norton n'étant toujours pas terminées, ils utilisèrent la RAF Lyneham en tant que terminal passagers jusqu'en octobre 1968.
En 1970, deux escadrons, le 99 Squadron et le 511 Squadron, possédant des Bristol Britannia, quittent la RAF Lyneham pour Brize Norton. Les deux escadrons ont été dissous en 1976, en faveur du 53 Squadron et de ses Short Belfast C1. La même année, le 115 Squadron quitte la RAF Cottesmore pour Brize Norton avec des Hawker Siddeley Andover, dans le cadre de l’étalonnage radar, avant de rejoindre la RAF Benson en 1983.

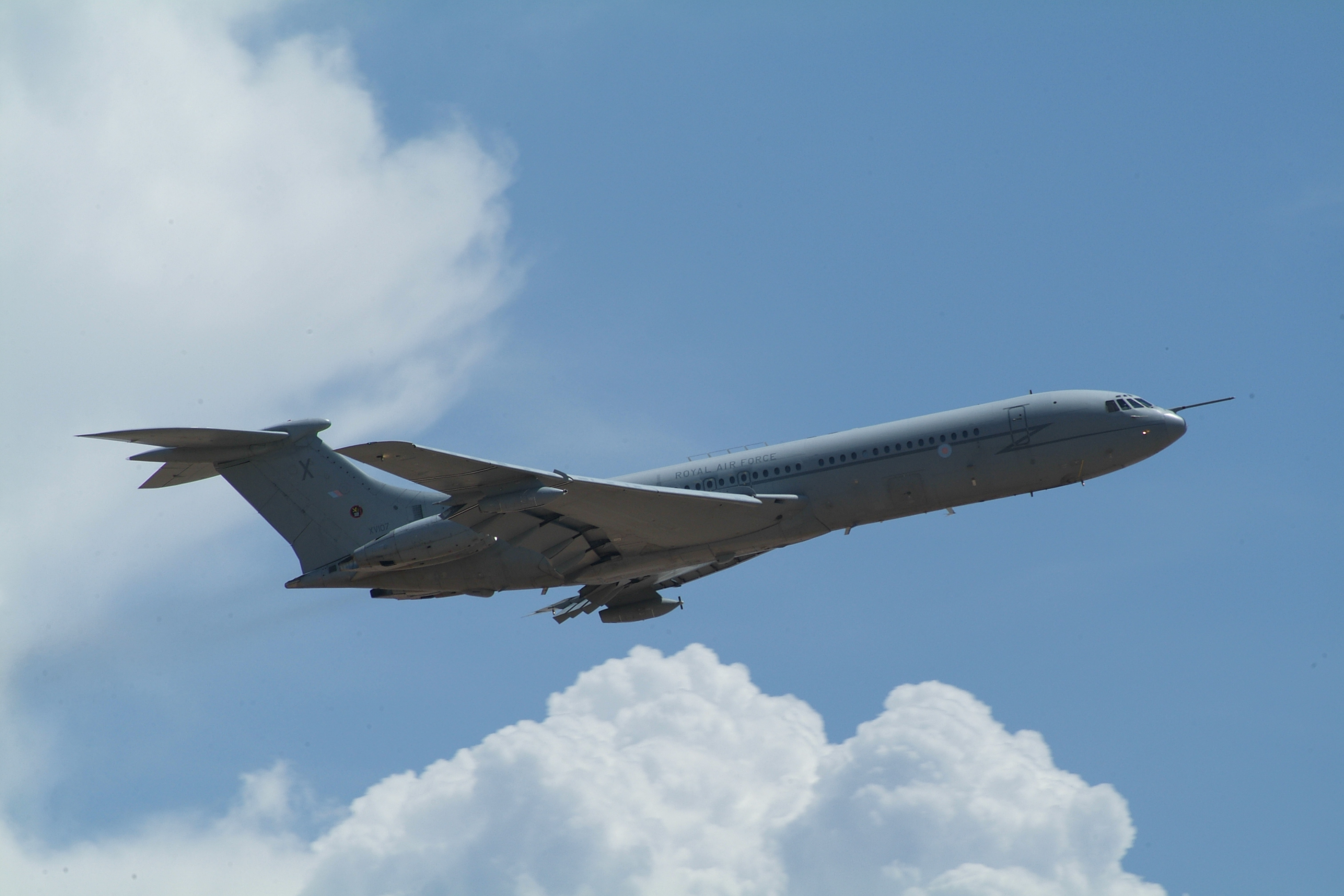
Un Vickers VC10 du No. 101 Squadron.

Le 101 Squadron est reformé à Brize Norton le 1er mai 1984, il utilise des VC10 civils convertis, fortement modifiés et mis à jour par British Aerospace pour le service militaire en tant que ravitailleurs aériens entre 1983 et 1993. Sur les 39 avions acquis par la RAF, 13 ont été convertis, les autres étant utilisés pour les pièces détachées. Ces VC10 convertis étaient tous des ravitailleurs à 3 points; capable de ravitailler en carburant un avion (généralement un autre gros avion) en utilisant le tuyau principal ou deux avions plus petits en utilisant les nacelles. Les variantes étaient connues sous les noms K.2, K.3 et K.4.
À la suite de la guerre des Malouines, la RAF s'est retrouvée dépourvue des capacités de transport stratégiques nécessaires pour soutenir la présence militaire accrue dans la région. En conséquence, le 216 Squadron a été réformé à Brize Norton en novembre 1984,avec initialement six ex-British Airways TriStars, suivies de trois autres de Pan-Am.
Les VC10 C.1 du 10 Squadron ont été modifiés par la suite avec des modules de ravitaillement en vol sous ailes et ont été réaffectés. Le 14 octobre 2005, le 10 Squadron a été démantelé.
Le 23 mai 2001, le premier C-17 de la RAF arrive à Brize Norton, il s'agit de l'un des six avions devant être livré au 99 Squadron.
Les travaux de réparation et de modernisation des pistes ont débuté en avril 2007 et le rapatriement du personnel depuis la RAF Lyneham eut lieu au même moment. Pour accueillir les unités rapatriées, un ensemble de bâtiments a été construit, et une porte de sortie a été rénovée et officiellement appelée "porte Britannia".
Le 25 août 2017, l'escadron des mouvements aériens de la station a fusionné avec le No. 1 Air Mobility Wing (1AMW). L’escadre est une unité à haut niveau de préparation fournissant un soutien pour les mouvements aériens et faisant partie de la Force A4 de la RAF, spécialisée dans le soutien logistique aux opérations aériennes expéditionnaires.

### Programme de réaménagement futur de Brize

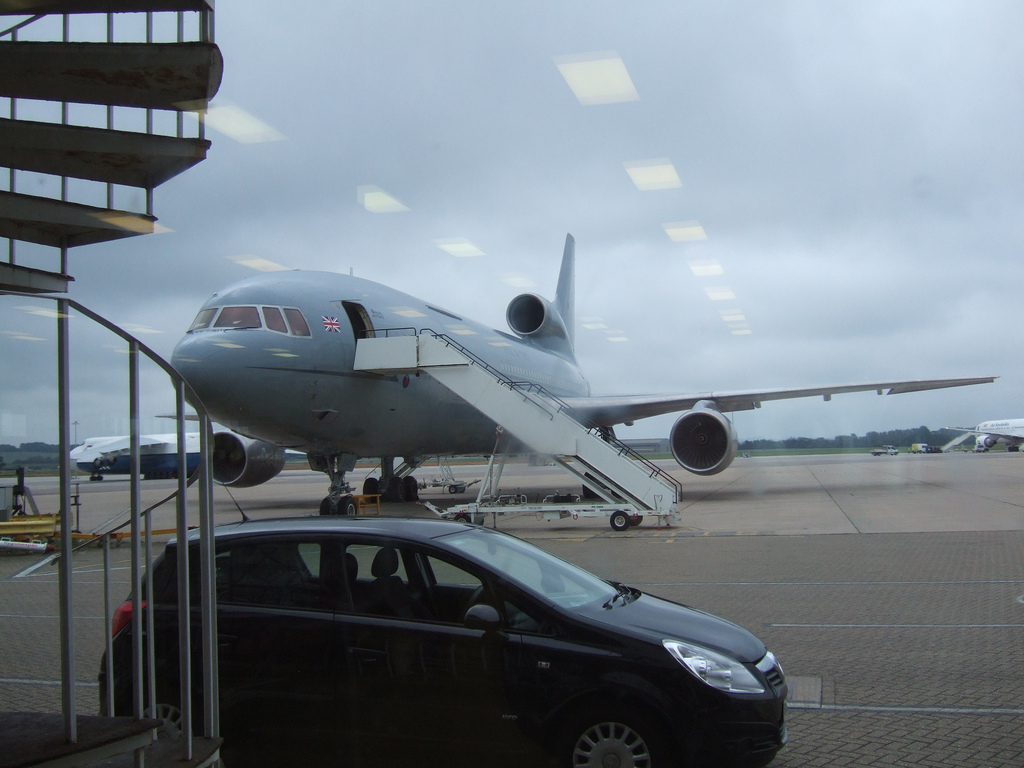
Lockheed TriStar à la RAF Brize Norton, se préparant à effectuer un vol à destination de la RAF Ascension Island.

Brize Norton est déjà une base aérienne majeure pour la flotte de transport de la RAF. Cependant, après la fermeture de la RAF Lyneham en septembre 2011, Brize Norton deviendra le seul "point d'embarquement aérien", la principale base d'opérations du transport aérien et des avions de ravitaillement en vol de la RAF, et abritera 15% des effectifs de la RAF. Tous les appareils de transport de la RAF à voilure fixe seront ensuite regroupés à Brize Norton, avec le transfert de la totalité de la flotte Hercules, ainsi que la mise en service de l’Airbus A400M et du Voyager.
Pour faire face à cette expansion (le nombre d’aéronefs stationnés à Brize Norton étant passé de 28 à 67), "Programme Future Brize", un projet majeur de réaménagement de l'infrastructure, a été mis en place en 2009. Le projet consiste à rénover pratiquement tous les éléments de l'infrastructure de l'aérodrome, y compris l'informatique, l'ingénierie, le logement et la condition du personnel.
En mars 2011, 70 bâtiments avaient été rénovés sur la base. Dans le cadre des travaux préparatoires à la mise en service active des avions Voyager, un nouveau complexe de hangar et de bureaux a été ouvert le même mois.
La flotte Hercules de la RAF Lyneham s'est officiellement rendue à Brize Norton le 1er juillet 2011. Les quatre derniers appareils sont arrivées sur la base en effectuant un défilé aérien au-dessus de Wiltshire. Le Group Captain, John Gladstone, commandant de base de la RAF Lyneham, pilotait l'avion Hercules, qui emmenait les drapeaux des escadrons Hercules. Ceux-ci ont été présentés au commandant de base de la RAF Brize Norton, le Group Captain Dom Stamp, lors d'une cérémonie de bienvenue.
En février 2012, les travaux de conversion d’un hangar situé au nord du site principal de l’aérodrome en deux logements pour le RAF Tactical Medical Wing  (TMW) et le No. 4626 Aeromedical Evacuation Squadron (RAuxAF) ont commencé. Les travaux, d'un coût de 15 millions de livres sterling, comprenaient la mise en place, dans le hangar, d'une installation à température contrôlée, destinée aux magasins opérationnels du TMW, à des locaux et bureaux, à un bâtiment de formation et à une zone de formation externe. Les installations ont ouvert leurs portes en juillet 2013 et ont permis au TMW et au 4626 de s'installer à Brize Norton en provenance de la RAF Lyneham,.
Le ministre de la Défense, Guto Bebb, a inauguré officiellement le 1er février 2018 un nouveau hangar de maintenance pouvant accueillir trois Airbus A400M Atlas. Ce hangar, situé à l'est de l'aérodrome, coûte environ 70 millions de livres sterling.
En 2018, le No. 2 Squadron RAF Regiment a quitté la RAF Honington dans le Suffolk pour rejoindre la base. Il a terminé le déménagement en septembre de la même année. L'escadron assure la protection de la force de mobilité aérienne.

### Les manifestations
Comme de nombreuses bases militaires britanniques (RAF Fairford, Base navale de Faslane, RAF Lakenheath et Menwith Hill), la RAF Brize Norton a fait l’objet de protestations de la part de manifestants pacifistes.
Au cours de la guerre en Irak de 2003, quatre manifestants anti-guerre ont réussi à accéder à la piste principale pour empêcher le décollage des avions.
Un camp de la paix s'est installé sur la base du 21 au 25 avril 2005, avec une manifestation à Carterton, à proximité.
Le 12 août 2006, des militants ont limité l'accès à l'entrée principale pendant plusieurs heures pour protester contre la politique britannique au Moyen-Orient.
Le 20 juin 2025, deux militants pro-palestiniens parviennent à pénétrer dans la base et endommagent deux avions Airbus A330 MRTT.

## Rôle et opérations
La mission de la RAF Brize Norton est de "générer une mobilité mondiale rapide qui dissuade les conflits, défend le Royaume-Uni, défait les ennemis du pays et apporte son aide en temps de crise". La base est la plus grande de la RAF en termes de personnel, elle abrite environ 5 800 militaires, 1 200 sous-traitants et 300 civils. La base accueille les flottes de transport aérien et de ravitaillement en vol stratégiques et tactiques de la RAF, exploitant les appareils Lockheed C-130 Hercules, Boeing C-17 Globemaster III, Airbus A400M Atlas et Airbus A330 MRTT Voyager.
La base abrite l'escadre administrative, l'aéroport de l'escadre d'embarquement, l'escadron de soutien en profondeur et l'escadron de soutien avancé. Les unités hébergées sont la RAF Police (en), la Joint Air Delivery Test and Evaluation Unit (JADTEU) - une unité interarmées qui teste et évalue les méthodes de transport aérien, la No.1 Parachute Training School RAF et la No 1 Air Mobility Wing.
Le RAF Brize Norton Flying Club se trouve sur la bases. Il offre des vols à faible coût pour le personnel du MOD et une formation de niveau PPL ou supérieur. La flotte, qui exploitait initialement deux avions Cherokee, est aujourd'hui composée de deux Piper Warriors peints en pseudo-«noir d’entraînement» (en réalité bleu foncé) afin d’améliorer la visibilité conformément aux politiques en vigueur sur les avions d’entraînement de la RAF.
AirTanker Services exploite l’Airbus A330 MRTT de la RAF afin de fournir des services de ravitaillement en vol depuis Brize Norton.

## Unités

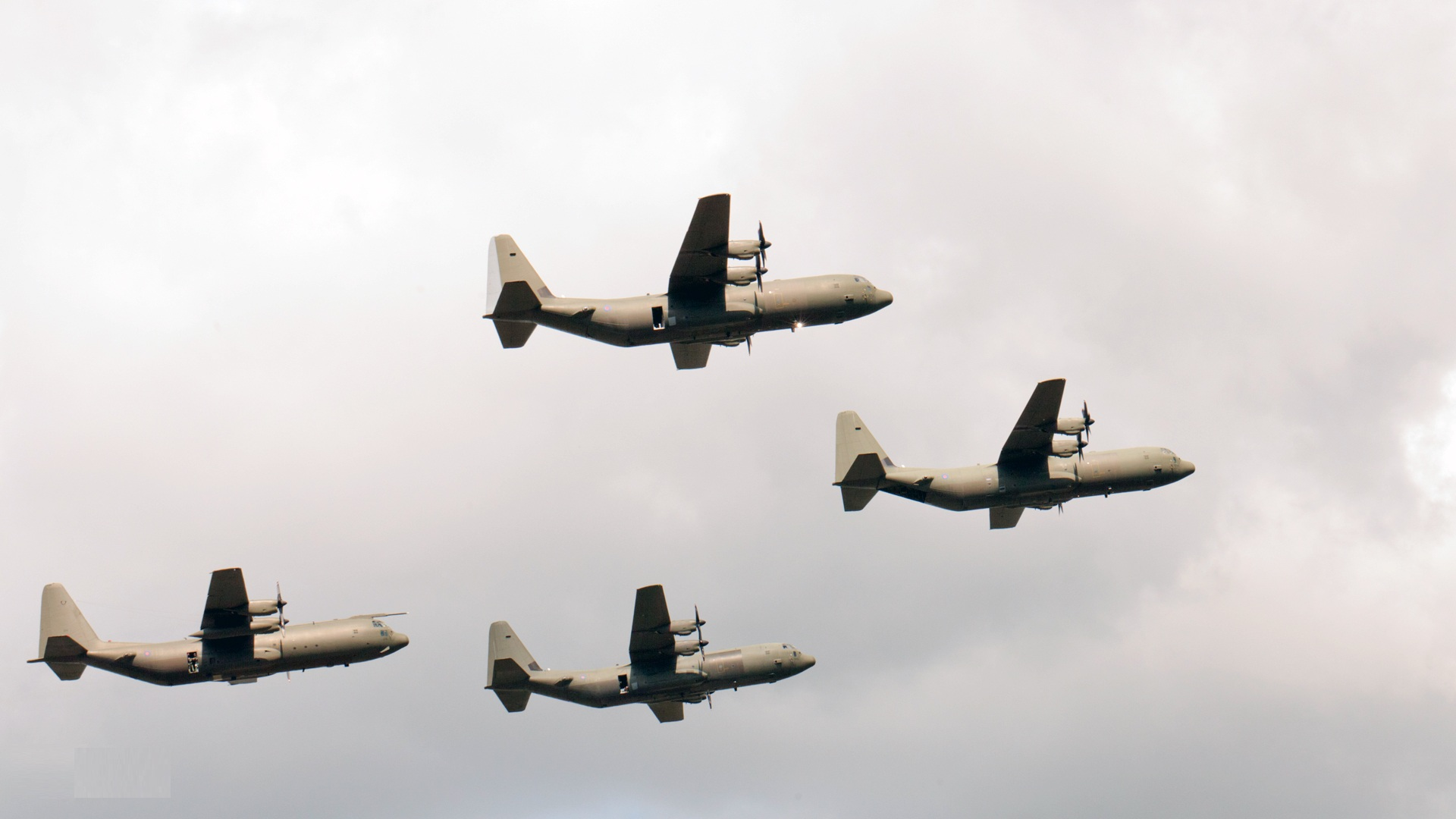
Les quatre derniers appareils Hercules basés sur la RAF Lyneham en route pour la RAF Brize Norton le 1er juillet 2011.

Unités navigantes et non navigantes notables de la base,.

### Royal Air Force
No. 2 Group (Air Combat Support) RAF
- No.10 Squadron – Voyager KC2/KC3
- No. 24 Squadron (en) – Hercules C4/C5 et A400M Atlas - Unité de transformation
- No. 30 Squadron (en) – Hercules C4/C5
- No. 47 Squadron (en) – Hercules C4/C5
- No. 70 Squadron (en) – A400M Atlas
- No. 99 Squadron (en) – C-17 Globemaster III
- No. 101 Squadron – Voyager KC2/KC3
- No. 622 (Reserve Aircrew) Squadron Royal Auxiliary Air Force (en)
- Airborne Delivery Wing
  - Headquarters and Operation Squadron
  - Performance Development Squadron
    - RAF Falcons Parachute Display Team

  - Parachute Engineering Squadron
  - Parachute Training Squadron
  - Support Squadron
- Airport of Embarkation Wing
- No. 38 Expeditionary Air Wing (en) Deployable Command and Control HQ to support Air Mobility Operations
- No. 4 RAF Force Protection Wing (en)
  - Headquarters No. 4 RAF Force Protection Wing
  - No. 2 Squadron RAF Regiment (en)
  - No. 2624 (County of Oxford) Squadron Royal Auxiliary Air Force Regiment
  - No. 7 RAF Police Squadron

No. 22 Group (Training) RAF (en)
- No. 2267 (Brize Norton) Squadron Air Training Corps

No. 38 Group (Air Combat Service Support) RAF (en)
- Éléments de la RAF A4 Force
  - No. 1 Air Mobility Wing
    - Air Movements Squadron
    - Operational Support Squadron
    - Mobile Air Movements Squadron

  - No. 4624 (County of Oxford) Movements Squadron Royal Auxiliary Air Force
  - An element of 85 Expeditionary Logistics Wing (en)
    - No. 501 (County of Gloucester) Squadron Royal Auxiliary Air Force (en)
- Éléments du RAF Medical Operations
  - Tactical Medical Wing
    - Headquarters Tactical Medical Wing
    - Aeromedical Evacuation Control Centre
    - Aeromedical Evacuation Squadron
    - Capability and Sustainment Squadron
    - Operations Squadron
    - Training Squadron

  - No. 4626 (County of Wiltshire) Aeromedical Evacuation Squadron Royal Auxiliary Air Force (en)

RAF Air Warfare Centre
- No. 206 (Reserve) Squadron (en) – Test et évolution de l'A400M Atlas & du Hercules C4/C5
- Joint Air Delivery Test & Evaluation Unit

### British Army
Royal Logistic Corps (en) (16 Air Assault Brigade (en), 13 Air Assault Regiment)
- 47 Air Despatch Squadron

Defence College of Logistics, Policing, and Administration (Defence Logistics School, Supply and Movements Training Wing)
- Defence Movements School

### Civils
- RAF Brize Norton Flying Club – Piper PA-28 Warrior

## Unités précédentes
A partial list of units previously based at Brize Norton.
- No. 53 Squadron RAF (en) (1967–1976) - Short Belfast C1[20].
- No. 115 Squadron RAF (en) (1976–1983) - Armstrong Whitworth Argosy, Hawker Siddeley Andover[24].
- No. 296 Squadron RAF (en) (1943–1944) - Armstrong Whitworth Albemarle[11].
- No. 297 Squadron RAF (en) (1944) - Armstrong Whitworth Albemarle[11].
- No. 511 Squadron RAF (en) (1970–1976) - Bristol Britannia[23].
- No 241 Operational Conversion Unit RAF - Assure la transformation du personnel navigant sur Belfast, Britannia et VC10[49].
- No. 216 Squadron RAF (en) (1975-2014) - TriStar K1, KC1 & C2/C2A (en)